# طفحية من جانب واحد
طفحية من جانب واحد أو الحمى الطفحية الجانبية الظهرية (بالإنجليزية Laterothoracic exanthem). هي اضطرابات جلدية تحدث بشكل رئيسي في فصلي الشتاء والربيع. وتصيب الأطفال الذين هم بين عمر سنة وخمس سنوات .
غالبا ما يكون هناك الخلط في التشخيص خاطئة بين الحمى الطفحية الجانبية الظهرية, و العدوى الفطرية (سعفة). تبدأ عادة في الإبط أو الفخذ وتمتد تدريجيا إلى باقي الجسم ، وتبقى في الغالب على جانب واحد من الجسم في الجوانب أو على الظهر لذلك سميت بالحمى الطفحية الجانبية الظهرية. و قد تنتشر في الوجه واليدين والأعضاء التناسلية أو القدمين.
يبدأ الطفح الجلدي على شكل بقع صغيرة وردية، و قد تكون محاطة بهالة باهتة، ثم تصبح ببطء مسطحة ومتقشرة. وفي الأقدم تكون على شكل بقع رمادية إلى داكنة. أحيانا تكون البقع مثل حلقات. أوبثور صغيرة أو بقع نازفة . عادة ما تصيب الحمى الطفحية الحكة.
في بعض الأحيان ميزات أخرى من العدوى الفيروسية تحدث في بداية الطفح، مثل الحمى والتهاب الحلق والرشح، والتقيؤ أو الإسهال.

## العلاج
قد يزول الطفح الجلدي في هذه الحالة من دون الحاجة إلى علاج. ولكن يمكن أن تعطى ادوية للتخفيف منى الحكة مثل:
1-المطريات.
2-الستيرويدات الموضعية.
3-مضادات الهستامين,عن طريق الفم .